# Anarchie a totál chaos
Anarchie a totál chaos je jedenácté studiové album české punkové skupiny Visací zámek. Vydáno bylo 13. března 2020 společností Warner Music Czech Republic. Původně mělo vyjít již roku 2018, ale tehdy kapela měla připravených pouze šest nových písní. Kromě autorských písní deska obsahuje také coververzi písně „Anarchy in the U.K.“ od anglické kapely Sex Pistols. Tu Visací zámek původně hrál s anglickým textem, časem však vznikl český text, jehož začátek je neúplným překladem originálu, dále se však mění. Píseň „Polednice“ obsahuje zhudebněný text stejnojmenné básně od Karla Jaromíra Erbena. Album bylo nahráno ve studiu LeGrill Records, které vlastní hudebník Petr Lebeda.

## Seznam skladeb
1. Nestojí mi
2. Vegetarián
3. Tam-tam
4. Hrubý Jeseník
5. Rasů kandidát
6. Anarchie
7. Pičus
8. Polednice
9. Fedor Frešo
10. Na úřadě
11. Pípa
12. Zlověstně palmy šumí

## Obsazení
- Jan Haubert – zpěv
- Michal Pixa – kytara
- Ivan Rut – kytara
- Vladimír Šťástka – baskytara
- Jiří Pátek – bicí